# Фенен (коммуна)
Фене́н (фр. Fenain) — коммуна во Франции, регион О-де-Франс, департамент Нор, кантон Сен-ле-Нобль. Расположена в 21 км к востоку от Дуэ и в 18 км к западу от Валансьена, в 4 км от автомагистрали А21 «Рокада Миньер».
Население (2017) — 5 385 человек.

## Экономика
Структура занятости населения:
- сельское хозяйство — 0,0 %
- промышленность — 4,9 %
- строительство — 21,5 %
- торговля, транспорт и сфера услуг — 26,8 %
- государственные и муниципальные службы — 46,8 %

Уровень безработицы (2017) — 18,6 % (Франция в целом — 13,4 %, департамент Нор — 17,6 %). 

Среднегодовой доход на 1 человека, евро (2017) — 18 210 (Франция в целом — 21 110, департамент Нор — 19 490).

## Демография
Динамика численности населения, чел.

## Администрация
Пост мэра Фенена с 2014 года занимает Арлетт Дюпиле (Arlette Dupilet). На муниципальных выборах 2020 года возглавляемый ею левый список одержал победу во 2-м туре, получив 49,94 % голосов (из трех списков).
| Период | Период | Фамилия         | Партия                  | Примечания |
| ------ | ------ | --------------- | ----------------------- | ---------- |
| 1971   | 1978   | Эмиль Брутен    | Коммунистическая партия |            |
| 1978   | 1984   | Жино Феррари    | Коммунистическая партия |            |
| 1984   | 2001   | Франсис Гогийон | Коммунистическая партия |            |
| 2001   | 2014   | Даниэль Бре     | Коммунистическая партия |            |
| 2014   | 2014   | Арлетт Дюпиле   | Разные левые            |            |
| 2014   | 2014   | Эмиль Мок       |                         |            |
| 2014   |        | Арлетт Дюпиле   | Разные левые            |            |